# Кубок Чорногорії з футболу 2019—2020
Кубок Чорногорії з футболу 2019–2020 — 14-й розіграш кубкового футбольного турніру в Чорногорії. Титул захищала Будучност. У зв'язку з Пандемією COVID-19 16 червня 2020 року Футбольний союз Чорногорії вирішив припинити проведення турніру. Переможця визначено не було.

## Календар
| Раунд        | Дата                         | Матчі | Клуби   |
| ------------ | ---------------------------- | ----- | ------- |
| Перший раунд | 28 серпня - 25 вересня 2019  | 11    | 26 → 15 |
| Другий раунд | 2/23 жовтня 2019             | 14    | 15 → 8  |
| 1/4 фіналу   | 6 листопада - 15 грудня 2019 | 8     | 8 → 4   |
| 1/2 фіналу   |                              | 4     | 4 → 2   |
| Фінал        |                              | 1     | 2 → 1   |

## Перший раунд
| Команда 1            | Рахунок      | Команда 2           |
| -------------------- | ------------ | ------------------- |
| 28 серпня 2019       |              |                     |
| Рудар                | 1:0          | Отрант-Олімпік (2)  |
| Єдинство (2)         | 1:0          | Ком                 |
| Слога (Радовичі) (3) | 0:11         | Тітоград            |
| Зета                 | 2:2 пен. 8:7 | Дечич (2)           |
| Грбаль               | 4:0          | Арсенал (Тиват) (2) |
| Цетинє (3)           | 0:7          | Подгориця           |
| Комові (3)           | 0:4          | Ібар (2)            |
| Младост ДГ (3)       | 2:4          | Дрезга (2)          |
| Бокель (2)           | 1:0          | Єзеро (2)           |
| Горштак (3)          | 0:5          | Петн'їця (3)        |
| 25 вересня 2019      |              |                     |
| Морнар (2)           | 0:2          | Іскра (Даниловград) |

## Другий раунд
| Команда 1        | Заг.          | Команда 2           | 1-й матч | 2-й матч |
| ---------------- | ------------- | ------------------- | -------- | -------- |
| 2/23 жовтня 2019 |               |                     |          |          |
| Грбаль           | 4:5           | Іскра (Даниловград) | 3:1      | 1:4      |
| Ібар (2)         | 0:3           | Зета                | 0:0      | 0:3      |
| Сутьєска         | 7:0           | Ловчен              | 4:0      | 3:0      |
| Петн'їця (3)     | -:+           | Подгориця           | -:+      | -:+      |
| Рудар            | 1:2           | Будучност           | 0:0      | 1:2      |
| Петровац         | 2:2 пен. 10:9 | Дрезга (2)          | 2:0      | 0:2      |
| Бокель (2)       | 2:4           | Тітоград            | 1:2      | 1:2      |

## 1/4 фіналу
| Команда 1                   | Заг.    | Команда 2           | 1-й матч | 2-й матч |
| --------------------------- | ------- | ------------------- | -------- | -------- |
| 6/27 листопада 2019         |         |                     |          |          |
| Єдинство                    | 0:8     | Будучност           | 0:1      | 0:7      |
| 27 листопада/15 грудня 2019 |         |                     |          |          |
| Подгориця                   | 1:1 (ч) | Іскра (Даниловград) | 0:0      | 1:1      |
| Зета                        | 0:1     | Сутьєска            | 0:0      | 0:1      |
| Тітоград                    | 0:2     | Петровац            | 0:0      | 0:2      |